# (100364) 1995 UF22
(100364) 1995 UF22 es un asteroide perteneciente al cinturón de asteroides, descubierto el 19 de octubre de 1995 por el equipo del Spacewatch desde el Observatorio Nacional de Kitt Peak, Arizona, Estados Unidos.

## Designación y nombre
Designado provisionalmente como 1995 UF22.

## Características orbitales
1995 UF22 está situado a una distancia media del Sol de 2,336 ua, pudiendo alejarse hasta 2,832 ua y acercarse hasta 1,841 ua. Su excentricidad es 0,212 y la inclinación orbital 2,490 grados. Emplea 1304 días en completar una órbita alrededor del Sol.

## Características físicas
La magnitud absoluta de 1995 UF22 es 16,3.